# أندريه بلوخ
أندريه بلوخ (بالفرنسية: André Bloch )‏ (و. 1893 – 1948 م) هو رياضياتي، من فرنسا، ولد في بيزانسون، توفي في باريس، عن عمر يناهز 55 عاماً.